# قشلاق حاجی بیوک
قشلاق حاجی گل آقا یک روستا در ایران است که در استان اردبیل واقع شده‌است.